# Waidmannsfeld
Waidmannsfeld osztrák község Alsó-Ausztria Bécsújhelyvidéki járásában. 2020 januárjában 1499 lakosa volt. 

## Elhelyezkedése

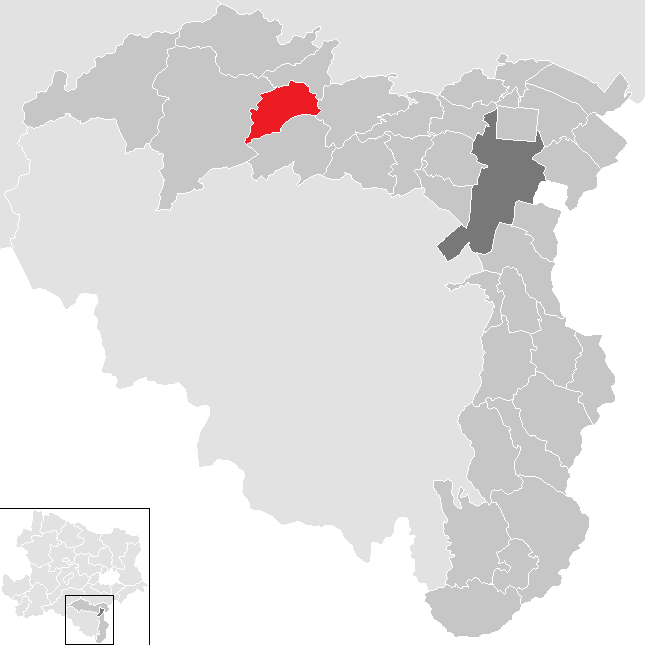
Waidmannsfeld a Bécsújhelyvidéki járásban

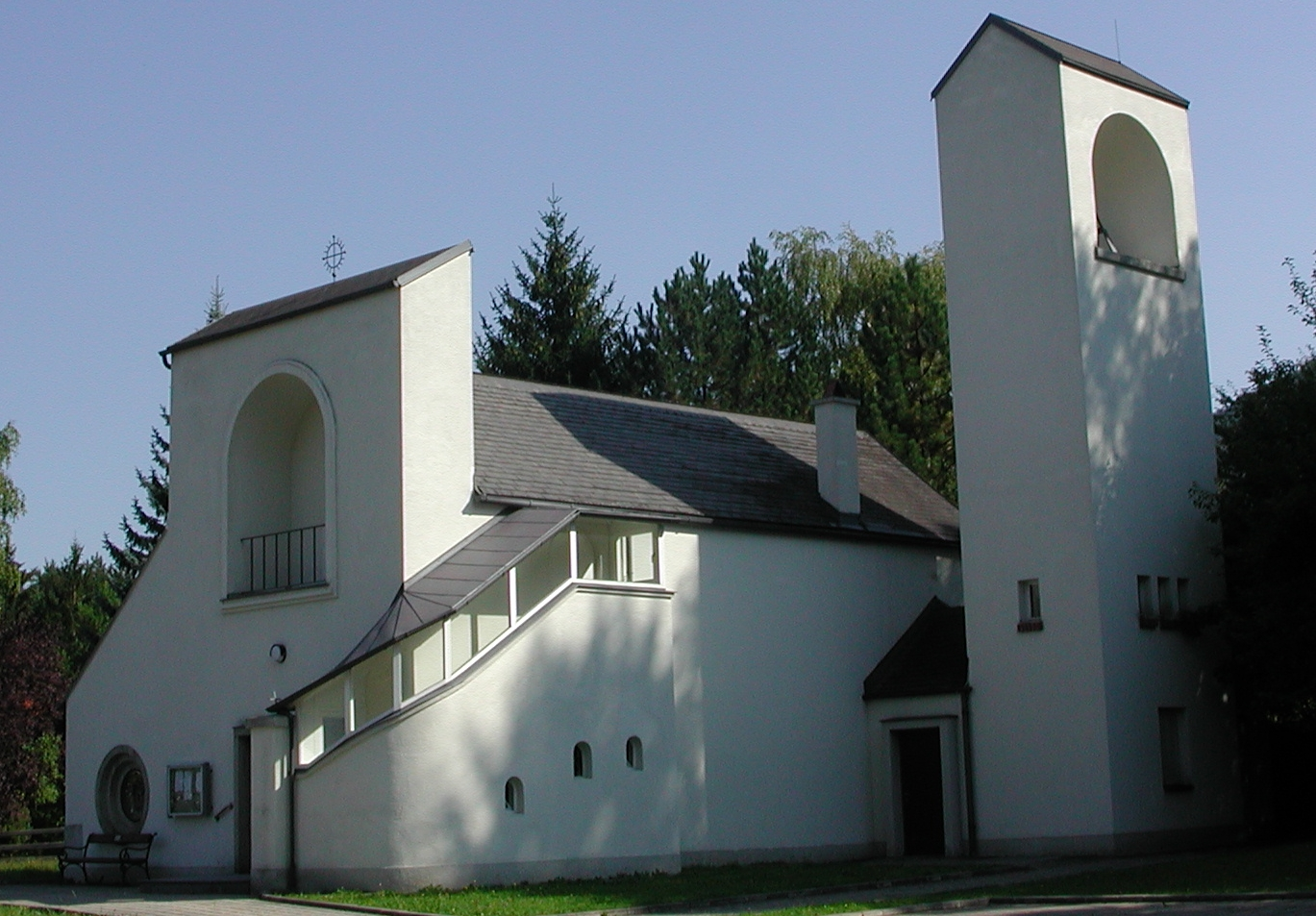
A Szűz Mária-templom

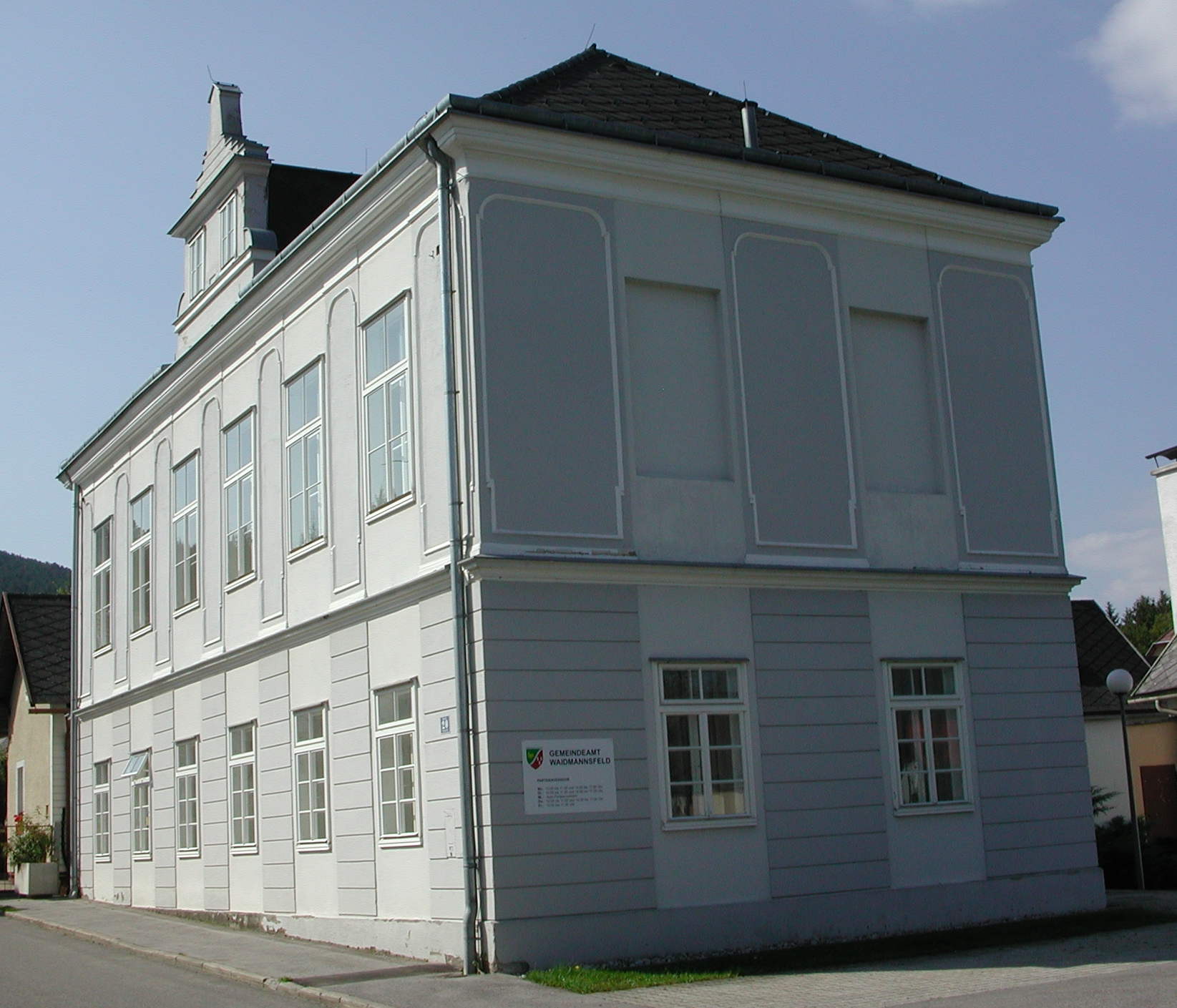
A községháza

Waidmannsfeld a tartomány Industrieviertel régiójában fekszik a Gutensteini-Alpokban, a Waidmannsbach folyó völgyében. Területének 79,2%-a erdő, 15,1% áll mezőgazdasági művelés alatt. Az önkormányzat 3 településrészt és falut egyesít: Neusiedl (1086 lakos 2020-ban), Schallhof (25 lakos) és Waidmannsfeld (388 lakos). A kataszteri közösségek Neusiedl bei Pernitz és Waidmannsfeld.
A környező önkormányzatok: északkeletre Pernitz, nyugatra Waldegg, délre Miesenbach, nyugatra Gutenstein.

## Története
Waidmannsfeld neve az ófelnémet Wagemar névből származik. Neusiedlt és templomát a 12. században említik először.
A sokáig mezőgazdaságból és favágásból élő települések a 19. század végén, az Ortmann-papírgyár megalapításával jelentősen megváltoztak. A gyár lakásokat épített munkásainak és Waidmannsdorf lakossága gyors növekedésnek indult. 

## Lakosság
A waidmannsfeldi önkormányzat területén 2020 januárjában 1499 fő élt. A lakosságszám 2001 óta csökkenő tendenciát mutat. 2018-ban az ittlakók 92,4%-a volt osztrák állampolgár; a külföldiek közül 1,1% a régi (2004 előtti), 3,1% az új EU-tagállamokból érkezett. 2,7% a volt Jugoszlávia (Szlovénia és Horvátország nélkül) vagy Törökország, 0,7% egyéb országok polgára volt. 2001-ben a lakosok 72,9%-a római katolikusnak, 3,5% evangélikusnak, 1,2% ortodoxnak, 4,4% mohamedánnak, 16,1% pedig felekezeten kívülinek vallotta magát. Ugyanekkor 5 magyar élt a községben; a legnagyobb nemzetiségi csoportot a német (92,3%) mellett a törökök alkották 4,2%-kal. 
A népesség változása:

| 2016 | 1 539 |
| 2018 | 1 515 |

## Látnivalók
- a Mária mennybevétele-plébániatemplom
- az 1936-ban épült Szűz Mária-templom

## Híres waidmannsfeldiek
- Michaela Dorfmeister (1973-) kétszeres olimpiai bajnok alpesi síző

## Fordítás
- Ez a szócikk részben vagy egészben  a   Waidmannsfeld című német Wikipédia-szócikk ezen változatának fordításán alapul.  Az eredeti cikk szerkesztőit annak laptörténete sorolja fel. Ez a jelzés csupán a megfogalmazás eredetét és a szerzői jogokat jelzi, nem szolgál a cikkben szereplő információk forrásmegjelöléseként.